# Acanthinula spinifera
Acanthinula spinifera es una especie de molusco gasterópodo de la familia Valloniidae en el orden de los Stylommatophora.

## Distribución geográfica
Es endémica de Canarias.